# Wikipedia på tagalog
Wikipedia på tagalog (tagalog: Wikipediang Tagalog, tlwp) startade den 1 december 2003. I juli 2020 hade den 72 020 artiklar och var därmed den 74:e språkversionen av Wikipedia vad gäller antal artiklar.  Antalet aktiva användare var vid samma tidpunkt 152 stycken. Den har för närvarande 48 402 artiklar.